# 모로나산티아고주

모로나산티아고 주의 위치

모로나산티아고주(스페인어: Provincia de Morona-Santiago)는 에콰도르 남동부에 위치한 주로 주도는 마카스이며 면적은 24,059.40km2, 인구는 147,940명(2010년 기준), 인구 밀도는 6.1명/km2이다. 1954년 2월 24일에 신설되었으며 12개 지방 자치체를 관할한다. 북쪽으로는 퉁구라우아 주, 북동쪽과 동쪽으로는 파스타사 주, 남동쪽과 남쪽으로는 페루, 남서쪽으로는 사모라친치페 주, 서쪽으로는 아수아이 주, 카냐르 주, 침보라소 주와 접한다.

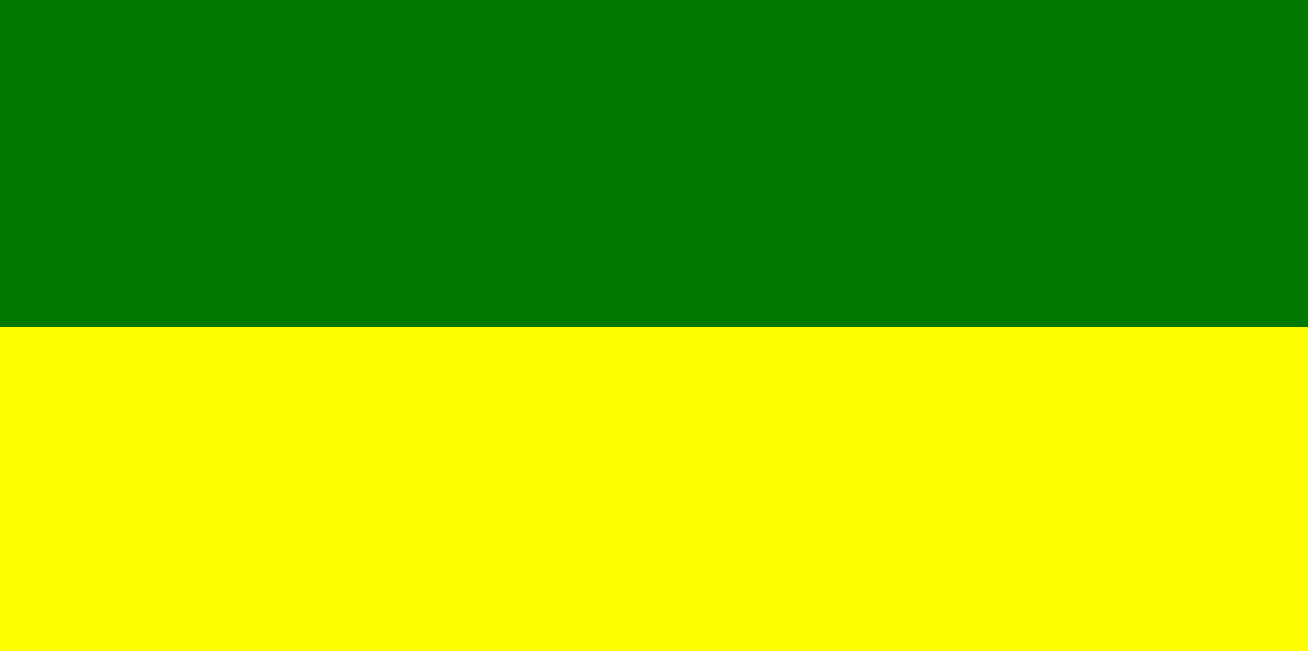
주기

## 같이 보기
- 에콰도르의 주